# 99 Dywizjon Artylerii Przeciwpancernej
99 dywizjon artylerii przeciwpancernej (99 dappanc) – pododdział artylerii przeciwpancernej ludowego Wojska Polskiego i Sił Zbrojnych RP.
Dywizjon został sformowany w 1972, w garnizonie Szczecin, w składzie 12 Dywizji Zmechanizowanej. Z dniem 31 lipca 1995 roku utracił status jednostki wojskowej i został włączony w skład 2 pułku artylerii mieszanej.

## Struktura organizacyjna
Dowództwo i sztab
- pluton dowodzenia
- trzy baterie armat ppanc
  - dwa plutony ogniowe po 3 działony
- pluton remontowy
- pluton zaopatrzenia
- pluton medyczny

Razem w dywizjonie osiemnaście 85 mm armat D-44.